# Mills (Wyoming)
Mills város az USA Wyoming államában,  Natrona megyében. Lakosainak száma 4034 fő (2020. április 1.).

## Népesség
A település népességének változása:

| 2010 | 3 461 |
| 2020 | 4 034 |